# Alarobia Bemaha
Alarobia Bemaha – gmina (kaominina) na Madagaskarze, w regionie Vakinankaratra, w dystrykcie Betafo. W 2001 roku zamieszkana była przez 15 077 osób. Siedzibę administracyjną stanowi miejscowość Alarobia Bemaha.